# Araeopaschia
Araeopaschia är ett släkte av fjärilar. Araeopaschia ingår i familjen mott.
Kladogram enligt Catalogue of Life:
| Araeopaschia | \| \| Araeopaschia demotis \| \| \| \| \| \| Araeopaschia rufescentalis \| \| \| \| |
|              | \| \| Araeopaschia demotis \| \| \| \| \| \| Araeopaschia rufescentalis \| \| \| \| |
|              | Araeopaschia demotis                                                                |
|              |                                                                                     |
|              | Araeopaschia rufescentalis                                                          |
|              |                                                                                     |